# Marina Halac
Marina Halac (nacida el 17 de noviembre de 1979) es una profesora de economía en la Universidad de Yale. En 2016 fue ganadora del Premio de Investigación Elaine Bennett.
Su investigación se enfoca en la micro econometría así como en la dinámica de los incentivos y problemas de agente.

## Seleccionó trabajos
- Halac, Marina (2012). «Relational Contracts and the Value of Relationships». American Economic Review 102 (2): 750-79. doi:10.1257/aer.102.2.750.
- Halac, Marina; Kartik, Navin; Liu, Qingmin (2016). «Optimal Contracts for Experimentation». Review of Economic Studies 83 (3): 1040-1091. doi:10.1093/restud/rdw013.
- Halac, Marina; Yared, Pierre (2014). «Fiscal Rules and Discretion under Persistent Shocks». Econometrica 82 (5): 1557-1614. doi:10.3982/ecta11207.
- Halac, Marina; Prat, Andrea (2016). «Managerial attention and worker performance». The American Economic Review 106 (10): 3104-3132. doi:10.1257/aer.20140772.
- «Marina Halac». EconPapers.